# Zvi Hirsch Kalischer
Zvi Hirsch Kalischer (Lissa, Prússia, 24 de març de 1795 - Thorn, 16 d'octubre de 1874) va ser un rabí reconegut com un dels precursors del moviment Hovevei Tsion (Els Amants de Sió) i considerat, juntament amb l'hongarès Yosef Natonek, un antecessor llunyà del sionisme religiós.
Va exercir labors de rabí durant diverses dècades. Es va oposar fermament al moviment per a la reforma del judaisme. Va ser un dels pioners de la seva generació a l'hora d'afirmar que la redempció dels jueus es produiria d'una manera natural, i va recolzar l'assentament en Terra d'Israel. En el seu llibre "Drishat Zion" (En la recerca de Sió), publicat en 1862, el rabí Kalischer proposa la fundació d'una societat de construccions urbanes i agrícoles per explotar els vinyers de la Terra d'Israel, i preveu fins i tot la creació d'una guàrdia d'autodefensa jueva. Les seves idees impacten sobre Moses Hess, i quan aquest va crear la "Societat per a la instal·lació en la Terra d'Israel", que és a més la primera associació d'Amants de Sió fundada a Alemanya. El rabí Kalischer va fer servir la seva influència davant de la societat Kol Israel Haverim (l'Aliança Israelita Universal) per promoure el desenvolupament agrícola a la Terra d'Israel, i la fundació de la localitat de Mikve-Israel. El kibutz Tirat-Zvi, a la vall de Bet-Xean, porta actualment el seu nom.